# Национальный музей шерсти
Национальный музей шерсти (англ. National Wool Museum) — промышленный музей в деревне Дрефч близ города Лландисал в Великобритании, входящий в список национальных музеев Уэльса. Основан в 1976 году.
Производство шерсти в Уэльсе имело важное значение для местной экономики во все времена. В XIX веке шерстяная промышленность по значению превзошла даже угольную. Долина Тейфи была центром шерстяной промышленности на западе Уэльса, который местные жители называли валлийским Хаддерсфилдом.
В 1902 году в Кембриан-Миллс предприниматель Дэвид Льюис построил новую фабрику по производству шерстяных тканей на месте бывшей небольшой водяной ткацкой мастерской. Продукция предприятия обеспечивала сукном работников угольной и металлургической промышленности. В 1915 году на фабрике трудились сто человек. Производимая ими, фланель шла на пошив военной формы для солдат Первой мировой войны. В 1919 году на фабрике разразился пожар, который начался в чесальном и прядильном отделении. Причинённый им ущерб был оценен в двадцать тысяч фунтов стерлингов. Работнику на верхнем этаже удалось спастись, когда, обнаружив, что путь к выходу заблокирован пламенем и дымом, он поднялся на крышу, откуда был снят с помощью длинной лестницы. Фабрика, несмотря на падение интереса к шерстяным тканям, была восстановлена. В 1965 году её выставили на продажу. В то время на ней работали тридцать человек.
В настоящее время фабрика, как и вся деревня Дрефч, являются объектами культурного наследия Уэльса. В 1976 году на территории бывшей фабрики был открыт Музей валлийской шерстяной промышленности, который в марте 2004 года, после двухлетней реконструкции в два миллиона фунтов стерлингов, был преобразован в Национальный музей шерсти. Частично восстановительные работы профинансировал Фонд лотереи наследия.
Реставрационные работы включали создание стеклянного крытого двора и новой галереи, в которой представлены предметы национальной коллекции текстильных изделий. Наряду с историческим оборудованием (прядильные и ткацкие станки), экспозиция даёт представление о развитии и текстильных изделиях Мелин Тейфи — частной шерстяной фабрики. В 2005 году в музее открылся исследовательский и коллекционный центр, который включает в себя помещение, посвященное практическим возможностям обучения производству шерстяных нитей и тканей.
Ремонтные работы были проведены в рамках музейного гранта в сорок миллионов фунтов стерлингов, которые Национальное собрание Уэльса выделило министерству культуры, возглавляемому министром Аланом Джоном Пью. Грант был выделен на три существующих музейных объекта — Национальный музей шерсти, Национальный музей шифера в Лланберисе и Большой национальный музей угля в Блэнавоне, а также на развитие нового Национального музея побережья в Суонси.